# Aprendizaje ubicuo
El aprendizaje ubicuo (u-learning)  se basa en entornos de aprendizaje a los que se puede acceder en diferentes contextos y situaciones. De hecho, se comprobó mediante un estudio realizado en España mediante el proyecto I+D MICINN EDU 2010-17420, que para el estudio, los estudiantes actualmente prefieren utilizar los dispositivos móviles, ya que les permite facilitar su aprendizaje. El ordenador portátil y el teléfono móvil son algunos de ellos. Estos son utilizados mayormente en los domicilios. Le sigue por frecuencia de uso el lugar de trabajo. El tercer lugar lo ocupan las bibliotecas. Las aulas universitarias son el cuarto ámbito de uso y las zonas de ocio, transportes y calle el último. Sin embargo, el concepto de aprendizaje ubicuo sería más amplio en el sentido en que supone una deliberada adaptación de la propuesta de enseñanza al contexto en el cual se encuentran inmersos los estudiantes. Burbules, por su parte, señalará que para que el aprendizaje sea efectivamente "ubicuo" se requiere de una experiencia más distribuida en el tiempo y el espacio. Se entiende así que un ambiente de aprendizaje ubicuo es cualquier escenario en cual los estudiantes pueden llegar a encontrarse totalmente inmersos en el proceso de aprendizaje, consecuentemente, un ambiente de aprendizaje ubicuo es una situación o contexto educativo generalizado u omnipresente, en el que incluso el estudiante puede estar aprendiendo sin ser completamente consciente del proceso.
En relación con esto último, podemos decir que el u-learning, más allá de ser uno de los modelos educativos más actuales, supone una forma de ver el aprendizaje como algo conectado con todas las etapas por las que pasamos en nuestra vida, promoviendo el aprendizaje permanente.
Si hacemos un trasvase entre el aprendizaje ubicuo relacionado con la tecnología a los espacios físicos, posiblemente podemos crear un diseño en las instituciones y en las aulas que propicien el aprendizaje desde que los estudiantes ingresan al centro educativo. Este diseño debería tener en cuenta la señalética, cartelería, agendas de actividades, espacios de escucha y orientación, efemérides y bitácoras.

## Características del aprendizaje ubicuo
De acuerdo con Joung-Souk Sung, las características principales del aprendizaje ubicuo son:
- Permanencia: todos los procesos de aprendizaje pueden ser almacenados.
- Accesibilidad: podemos acceder al aprendizaje desde cualquier lugar y momento.
- Inmediatez: se aumenta la rapidez de producir aprendizaje.
- Interactividad: de forma síncrona o asíncrona, la interacción se produce a cualquier nivel, y por tanto, el conocimiento está más disponible.
- Adaptabilidad: el aprendizaje se adapta a las condiciones del usuario.
- Situación de las actividades instruccionales: el conocimiento se presenta de una forma natural y auténtica.

A partir de los aportes de Lola Carmona y Francisco Puertas, es posible indicar también que el aprendizaje ubicuo, permite el trabajo colaborativo , posibilitando la comunicación, la relación y el aprendizaje de los estudiantes, de forma sincrónica y asincrónica.
Otra características que podemos destacar de este tipo de aprendizaje es su carácter de ser personalizado, por el hecho de implementar distintas metodologías que se adaptan a cada persona en particular, por ejemplo en el ámbito de la educación el aprendizaje ubicuo tiene como objetivo posibilitar a los estudiantes en brindar un abanico de herramientas, materiales,etc que mejor se adapten a cada uno.

## Implicaciones educativas del aprendizaje ubicuo
El aprendizaje ubicuo implica la posibilidad de tener un acceso continuo a la información desde una perspectiva nunca antes vista.Por lo cual requiere un desplazamiento del aula a un contexto no tradicional. Esto quiere decir que  los límites tradicionales deberán traspasarse en dos direcciones: brindar diferentes tipos de tareas a los jóvenes para el hogar y además incorporar actividades con distintas herramientas y recursos que excedan el ámbito escolar.  
El término “ubicuidad”, alude a la  deslocalización e intemporalidad  de estar en varios lugares simultáneamente superando las limitaciones impuestas por el entorno físico en los procesos de educación y de enseñanza.
Consecuentemente, la ubicuidad implica una especial capacidad para la flexibilidad y la adaptación a contextos diversos y en constante movimiento. Mientras que en un aula tradicional, el profesor es la principal fuente de información y los estudiantes son obligados a permanecer en el mismo lugar y participar simultáneamente en la misma actividad, en una situación de aprendizaje ubicuo las actividades pueden resolverse en un espacio tiempo diferente para cada estudiante. En este sentido es necesario revisar los conceptos referidos al contexto en el que se da la situación de aprendizaje; en términos como educación formal y educación no formal no  se encuentra  presente  este tipo de aprendizaje, ya que este proceso se da en diversos contextos ,haciendo difusa  la comprensión sobre  la ubicación física . Sin embargo esto permite la posibilidad  de interactuar con instituciones formales desde contextos no formales mediante distintos dispositivos, haciendo confluir ambos contextos de una forma no concebida en su definición tradicional. Además, los materiales de enseñanza se encuentran disponibles en todo momento y son accesibles desde cualquier dispositivo. El rol del docente cambia porque deja de ser la principal fuente de información para transformarse en un facilitador que puede acompañar a cada estudiante según lo demande. Para lograr esto, el aprendizaje ubicuo promueve un espacio diferente al aula tradicional, un entorno seguro pero "sin estrés" donde los estudiantes pueden interactuar entre sí y con sus docentes.
Por otra parte, esta modalidad educativa, prepara y alienta a los estudiantes a continuar aprendiendo toda su vida, enseñándoles como utilizar los recursos disponibles para acceder a la información cuando esta es necesaria y desarrollando sus habilidades para buscarla e interpretarla. Podría decirse que los prepara para la "vida real" en el sentido en que las tecnologías de la información y la comunicación se han vuelto parte de la vida cotidiana y por ello los estudiantes necesitan aprender como utilizarlas en las profesiones en las que se desempeñen en el futuro.
El aprendizaje ubicuo utiliza modos de representación variados, en efecto, los materiales son muy significativos en esta modalidad porque los docentes pueden elegir y diseñar materiales a fin de hacer más efectivo el proceso de aprendizaje. En un entorno de aprendizaje tradicional, los docentes suelen tener limitaciones para usar y producir materiales, pero en esta modalidad, suelen hacerlo utilizando los recursos que facilitan los entornos digitales tales como fotografías , dibujos, audios, videos, etc.). Además, los estudiantes también pueden utilizar recursos digitales para producir trabajos (presentaciones digitales, publicaciones en línea) porque los entornos de aprendizaje ubicuo ofrecen a docentes y estudiantes muchas oportunidades de bajo costo para representar el conocimiento.
Este tipo de aprendizaje permite un modo más sociable de aprender sin importar si el individuo está solo, ya que una de las cuestiones más sorprendentes de muchos de los recursos de aprendizaje en línea es que están completamente integrados con los medios y redes sociales que se organizan con y a propósito de tal información, es decir, comunidades que aprenden por sí mismas. También trata sobre un “aprendizaje basado en problemas”, lo cual implica que se reconsidere los contenidos, procesos y motivaciones a la hora de aprender. Estos factores integran un enfoque que se basa en las necesidades, intereses y motivaciones de los estudiantes. Otorga oportunidades de aprender en línea en las manos de los estudiantes, permitiendo que adquieran mayor autonomía y libertad de elegir diversas líneas de indagación que son importantes e interesantes para ellos mismos, teniendo como resultado que su voluntad por aprender sea mayor.
La dotación de computadoras y la conexión a Internet no implicaría procesos de transformación si no van acompañadas de acciones políticas que garanticen un uso más social de las tecnologías (políticas de subvención para la adquisición de aparatos y conectividad para docentes en el marco de sus prácticas como sujetos sociales más allá de sus experiencias didácticas, así como el teléfono celular como dispositivo móvil podría ser comprendido como tecnología “convergente” que viabilice la transición hacía sentidos de uso de la PC e Internet más creativos, más participativos, más ciudadanos. Una vez más se corrobora que el acceso al aparato no genera apropiaciones mágicas que garanticen usos con sentido crítico y personal. Deberemos pensar, por ende hacia el futuro en el acceso social, más que técnico, de las nuevas tecnologías convergentes.

## La convergencia de medios
El aprendizaje ubicuo posee además una cierta relación con la convergencia de medios, por su carácter social y colaborativo que lleva a los consumidores a transformarse en productores textuales, gracias a la mediación de dispositivos tecnológicos que posibilitan la integración de diferentes lenguajes de medios. Según Henry Jenkins esta convergencia da lugar a las llamadas “narrativas transmediáticas”, que son historias que comienzan en un medio que se expanden a lo largo y lo ancho de la ecología de los medios.
La convergencia puede entenderse desde dos procesos complementarios. Uno de ellos, posicionado desde la misma evolución tecnológica que integra, cada vez de manera más eficiente, diferentes sistemas de distribución de información (tecnologías de distribución), el otro posicionado desde la mente del sujeto, según Jenkins (2008) la convergencia se produce en el cerebro de los consumidores individuales y mediante las interacciones sociales con otros. Esto significa por tanto que los sentidos que se atribuyen a la interacción con los medios, supone un conjunto de interacciones con diversos medios y en particular con múltiples sistemas de distribución de la información.

## Publicaciones
- Pedro Félix Novoa Castillo; Rosalinn Francisca Cancino Verde; Yrene Cecilia Uribe Hernández; Luzmila Lourdes Garro Aburto y Gliria Susana Mendez Ilizarbe (2020). El aprendizaje ubicuo en el proceso de enseñanza aprendizaje en Revista Multi-Ensayos Edición especial: Aprendizaje en la educación superior - Universidad San Ignacio de Loyola. ISSN 2412-3285

- Flores Ortiz, Ángela, & García Martínezi, Andrés. (2017). Sistema de aprendizaje ubicuo en ambientes virtuales. Revista Cubana de Educación Superior, 36(2), 27-40.